# 디고르스키군

디고르스키 군의 위치

디고르스키군(러시아어: Диго́рский район)은 북오세티야 공화국에 위치한 군이다. 중심지는 디고라이고 면적은 0,6400 sq km이다. 인구는 2만1,200명(2001년)이다.

## 지리
북오세티야 공화국의 서쪽에 위치해 있다.